# Névian
Névian es una localidad  y comuna francesa, situada en el departamento del Aude en la región administrativa de Languedoc-Rosellón.
Sus habitantes reciben el gentilicio en francés Névianais.

## Demografía
| 653 | 689 | 758 | 815 | 917 | 1087 |
| Para los censos de 1962 a 1999 la población legal corresponde a la población sin duplicidades (Fuente: INSEE [Consultar]) |     |     |     |     |      |

## Lugares de interés
- La cooperativa vinícola, construida en el año 1930.
- El parque eólico.
- Un antiguo castillo, propiedad privada actualmente.